# Heribert Oswald
Heribert Oswald (* 22. September 1947 in Harmisch, Gemeinde Kohfidisch) ist ein ehemaliger österreichischer Politiker (ÖVP) und Sonderschullehrer. Er war von 1987 bis 1996 Abgeordneter zum Burgenländischen Landtag. 
Oswald wurde als Sohn des Volksschuldirektors von Rechnitz Adolf Oswald geboren. Er besuchte die Volksschule in Harmisch und Rechnitz und absolvierte danach die Hauptschule Rechnitz und die Lehrerbildungsanstalt in Eisenstadt, an der er 1967 die Matura ablegte. Nach dem Präsenzdienst beim Österreichischen Bundesheer in den Jahren 1967 und 1968 wurde Oswald Lehrer an der Sonderschule Rechnitz. Er legte 1970 die Lehrbefähigungsprüfung für Volksschulen und 1974 für Sonderschulen ab.
Seine politische Karriere begann Oswald 1969 als Gemeinderat in Rechnitz, 1979 wurde er zum ÖVP-Ortsparteiobmann gewählt und wurde Mitglied der Bezirksparteileitung Oberwart. Er fungierte zwischen 1982 und 1989 als Vizebürgermeister und zwischen 1989 und 1992 als Bürgermeister von Rechnitz und zog sich danach wieder auf die Funktion des Vizebürgermeisters zurück. Zudem war Oswald ÖVP-Bezirksparteiobmann-Stellvertreter und ÖAAB-Bezirksobmann. Die ÖVP vertrat er vom 30. Oktober 1987 bis zum 27. Juni 1996 im Landtag.